# Музеј историје уметности у Бечу
Музеј историје уметности је заједно са суседним Природњачким музејем отворен 1891. године. Налог за изградњу музеја дао је цар Франц Јозеф I 1858. Саграђен је у стилу италијанске нео-ренесансе на бечком булевару Ринг. 
У Музеју историје уметности се налазе уметничке збирке породице Хабзбург, посебно царева Фердинанда од Тирола, Рудолфа II и надвојводе Леополда Вилхелма. Збирка је посебно богата сликама фламанског, италијанског и немачког ренесансног сликарства. Годишње га посети више од милион и по туриста.

### Главна зграда
- Галерија уметничких слика
- Египатско-оријентална збирка
- Античка збирка
- Збирка уметничких предмета
- Нумизматички кабинет

### Ноје бург
- Ефески музеј
- Збирка старих музичких инструмената
- Збирка дворских ловачких трофеја

### Хофбург
- Царски трезор

1. Инсигније аусријског надвојводства
2. Инсигније аустријског царства
3. Инсигније Светог римског царства
4. Благо Бургундије и витезова реда Златног руна
5. Благо куће Хабзбург-Лотарингија
6. Трезор црквених предмета

### Дворац Шенбрун
- Збирка кочија и аутомобила

### Дворац Амбрас
- Збирке дворца Амбрас

## Галерија најпознатијих експоната
- Царска круна
- Рафаел: Мадона у природи
- Каравађо: Розенкранц Мадона
- Ханс Холбајн Млађи: Портрет Џејн Симор
- Питер Бројгел Старији: Вавилонска кула
- Питер Бројгел Старији: Ловци
- Вермер ван Делфт: Алегорија сликарства
- Бенвенуто Челини: Салијера